# 塚原卜伝 (テレビドラマ)
『塚原卜伝』（つかはらぼくでん）は、2011年10月2日から11月13日までBS時代劇枠で、毎週日曜日18:45 - 19:28に放送された、堺雅人主演のテレビドラマ。2013年1月24日から3月7日まで、NHK総合の毎週木曜日20:00 - 20:43にも放送された。

## 作品概要
NHKのBS時代劇の第3作。津本陽の歴史小説『塚原卜伝十二番勝負』を原作としており、そのうち「第七番」までを基に脚色を加えている。特に時代考証・演出に力を入れていることが特徴で、舞台となる鹿島神宮や、時代劇としては貴重な室町時代の風俗・文化などを忠実に再現しようと試みている。また、原作にはない鹿島の内紛の前日談的内容も物語に取り込まれ、剣豪劇としてだけでなく時代劇としての要素も組み込まれている。

## 登場人物

### 主人公一行
塚原新右衛門（つかはら しんえもん）
演：堺雅人（幼少期：巨勢竜也）
常陸国鹿島の人。名は高幹（たかもと）。
卜部吉川家に生まれるが、世継ぎの無かった塚原家の養嗣子となる。実父・吉川覚賢から鹿島中古流を、養父・土佐守や松本備前守からは神道流を学び、特に松本門下の中では抜きんでた才覚を示す。元服後、諸国回遊を志し、鹿島の太刀を広めるという大義名分の下、山崎左門とともに鹿島を出る。
小田原で伊勢宗瑞の元で剣術指南役を務めたのち上洛し、管領代・大内義興の客分となる。御前試合などでその実力を存分に発揮し、“当代随一”“海内無双”の称号とともに東国・近畿・西国に名を轟かす剣豪へと成り上がってゆく。しかしその一方で次第に死に臨む真剣勝負への恐怖と、殺人者としての剣客の在り方に囚われるようになる。その迷いを払拭するために大内家を辞して鹿島へ帰り、千日参籠の末に奥義「一つの太刀」を会得するに至った。
鹿島で備前守に「一つの太刀」で勝利した後は山本勘助に誘われ、新当流・塚原卜伝として再び鹿島を出、平法の剣を伝授する者を探す旅に出る。
山崎左門（やまざき さもん）
演：平岳大
卜部吉川家の家臣。
新右衛門とは松本備前守の元で神道流を学ぶ同門。新右衛門には及ばないが、神道流の使い手でもある。また武士として合戦にもしばしば出陣した経験があり、何かと世間知らずな新右衛門の助言役となる事が多い。新右衛門が諸国回遊をするにあたり、主・覚賢の命に従って新右衛門の供をする事となる。
山本勘助（やまもと かんすけ）
演：三浦アキフミ
京都に流れていた隻眼の浪人。
右目右足が不自由ながら、軍師を夢見て兵法に励む若者。友人を奥津源三郎に殺害されたのを恨んで奥津邸を襲うも、返り討ちに逢う。手傷を負ったものの新右衛門らに保護されて大事には至らなかった。その後は新右衛門の直弟子となる。新右衛門が京を去る際には同行したが途中で別れている。その後鹿島を訪れ、京の情勢や鹿乃の近況を語った後、新右衛門を修行の旅に誘う。

### 卜部吉川家
真尋（まひろ）
演：栗山千明（幼少期：松本春姫）
新右衛門の妹。
神野の郷にある物忌屋敷に住み込みで仕えており、主に龍子の取次役を担う。月に数度は実家に戻っている。
幼い頃の不思議な体験から、兄・新右衛門が回国修行に出るとその身を一身に案じ、龍子の神託を頼みにしている。一方で夢見にはたびたび新右衛門が現れ、その不安を払拭できずにいた。龍子が亡くなる際、その遺言を預かり新右衛門に伝え、それ以降は神の加護を信じるようになった。
吉川覚賢（よしかわ あきかた）
演：中村錦之助
新右衛門の実父。卜部吉川家当主。
鹿島城主・鹿島氏の重臣で、また鹿島大神宮の神官も務める。幼い新右衛門に厳しく鹿島中古流剣術を教え込んだ。戦乱による鹿島大神宮の荒廃を憂えており、新右衛門の諸国回遊によって鹿島の名声が高まる事を期待している。また新右衛門が千日参籠を願い出た際にはそれを認め、自邸の離れを貸し与えた。
鹿島景幹の強硬な対外出兵には頭を痛め、しばしば松本備前守や塚原土佐守を自邸に招いては憂いを述べている。また景幹を継いだ鹿島義幹の土地政策にも苦言を呈しており、遂には備前守や土佐守と謀って義幹の隠退を迫ろうと画策する。
藤枝（ふじえ）
演：朝加真由美
覚賢の妻。新右衛門の実母。
新右衛門の事を殊更心配しており、回国修行や千日参籠の時には常にその身を案じている。
吉川常賢（よしかわ つねかた）
演：石井英明
覚賢の嫡男。新右衛門の実兄。

### 鹿島大神宮・神官家
龍子（たつこ）
演：江波杏子
鹿島大神宮の物忌。物忌とは古代より神託を伝える巫女として鹿島大神宮で最も重んじられてきた神職。
数百年続く鹿島大神宮の巫女を担う女性であり、神野の郷にある物忌館で武甕槌大神を祭るために生涯を捧げている。普段は物忌館を出る事はなく、他人と会う時も御簾越しで取次の者に言伝をする。
新右衛門が幼い頃、彼が鹿島の剣客として命を賭すと予言し、新右衛門が旅立った後もたびたび神託を伝えるが、徐々にその気力は衰え始め、新右衛門が鹿島へ戻る直前に亡くなった。
松本備前守（まつもと びぜんのかみ）
演：永島敏行
鹿島家の重臣。神道流剣術の使い手。
鹿島大神宮の神官を務める家柄の一つ。神道流の達人で、新右衛門の師匠に当たる。新右衛門に類稀なる素質を見出し、彼の諸国回遊を後押しする。また吉川覚賢とともに鹿島大神宮復興を悲願としており、主家の度重なる軍事増強には苦言を呈する事も多い。
鹿島義幹の代になるとその不満が鬱積し、吉川覚賢や塚原土佐守らとともに義幹の隠退を画策する。しかし新右衛門にそれが露見したため、真剣勝負を挑む事になるが「一つの太刀」を前に敗北。新右衛門の実力を認め、「新当流」の流派名を考案し、再び回国修行に出る新右衛門に鹿島の内乱に関わらない事を忠言した。その後、内乱の中で戦死した事が語られた。
塚原土佐守（つかはら とさのかみ）
演：田山涼成
鹿島家の重臣。新右衛門の養父。
鹿島景幹の叔父にあたる。子がなかったために卜部吉川家から新右衛門を養嗣子に貰い受ける。そのため新右衛門の諸国回遊には難色を示していたが、松本備前守の説得に折れ、新右衛門の旅立ちを許す事になる。景幹の軍事主義には吉川覚賢や松本備前守とともに否定的で、たびたび景幹やその跡を継いだ鹿島義幹に諫言している。また玉造常陸介との仲も険悪で、常陸介暗殺の刺客を差し向けるなどした。
玉造常陸介（たまつくり ひたちのすけ）
演：松田悟志
鹿島家の若い家臣。
常陸国内で勢力を伸ばす佐竹氏・江戸氏、そして鹿島氏の本家に当たる大掾氏を警戒し、軍備増強を主張。新当主・義幹に反発する重臣衆とは意見を異にし、義幹に寵愛されている。そのため譜代の重臣衆からは疎まれており、義幹へのクーデター計画の際には、常陸介を廃する事も含まれていた。また常陸介自身も自らが狙われている事を察しており、新右衛門の門下生となって剣術を学んだり、自邸を改築するなどしている。
鹿島景幹（かしま かげもと）
演：東武志
常陸国鹿島城主。常陸の豪族・大掾氏の支流。
新右衛門の烏帽子親にあたり、彼に「幹」の偏諱を与えている。卜部吉川家や松本家などと同じく神官の家柄だが、まだ若い故か大神宮復興よりも鹿島城の改築を進めたり、関東管領・上杉氏に従って越後出兵に兵を供出するなど、血気盛んな武将。そのため神宮再建を悲願としている重臣とは折り合いが悪い面もある。
領地を接する上総国米野井城の木内氏との関係が悪化すると、自ら大将を務めて米野井城を攻める。しかし返り討ちに逢って大敗を喫し、また自らも深手を負って自陣中で絶命する。
鹿島義幹（かしま よしもと）
演：須田邦裕
鹿島景幹の弟。
兄が米野井城の戦いで戦死すると家督を継ぐ。窮乏する鹿島家の財政を補うために重臣衆の土地を一時的に借り上げるという処置を断行し、また兄より続く富国強兵政策を推し進め、近臣である玉造常陸介のみを重用するなど、重臣衆から反感を買っている。しかしその一方で新右衛門の活躍によって権威を回復した鹿島神宮の再建に着手し、鹿島大神宮惣行事として指示を出している。
良海（りょうかい）
演：本城丸裕
涼泉寺の僧侶。上人。
鹿島大神宮の再建のために常陸・下総・下野・陸奥を勧進し、多くの大名武将から資金を得た。
采子
演：伊藤星
鹿島大神宮の巫女。
龍子の没後、数年の間を経て物忌を継いだ少女。
国摩真人（くになづ の まひと）
演：堺雅人
「鹿島の太刀」の流祖。およそ800年前の人物。
神妙剣を授かるために常陸高天ヶ原に数年の間籠もり、遂にその真髄を会得したとされる。また卜部吉川家の氏祖にあたる。千日参籠の最終日の夜に新右衛門の前に現れ、「一つの太刀」の極意を授けた。

### 北条・今川家
伊勢宗瑞（いせ そうずい）
演：中尾彬
相模国小田原城主。のちの北条早雲。
若い頃は諸国を放浪し、のち駿河今川家の内乱をまとめ上げ、伊豆国から旗揚げした戦国大名。仁政家として知られ、本拠地である小田原の街は治安もよく、非常に発展している。また南関東一円に影響力を持っており、常陸鹿島氏と敵対する上総の木内氏らもその影響下にある。
今川氏親お抱えの武芸者・牧元鬼を倒す剣客を募り、それを成し遂げた新右衛門の才覚を見出して、家臣らの剣術指南を願い出る。さらに新右衛門の仕官を求めるが、武者修行を理由に断られた。その過程で、生死を掛けて剣を振るう新右衛門に、死なないで勝つ方法はないのかと問う。新右衛門が去った後、相模国を獲得したがその直後に没したと勘助によって語られている。
牧元鬼（まき げんき）
演：ジャッキー・ウー
駿河今川家お抱えの武芸者。
元は真剣勝負を売りにする傀儡師で、諸国を巡って多数の人を斬ったため“人鬼”と呼ばれている。大浮流という独自の流派を編み出し、型に嵌らないトリッキーな動きで敵を翻弄する動きを見せる。特に「蛙のよう」と言われる低い姿勢からの構えは必殺で知られている。
今川氏親・伊勢宗瑞の元で武芸者を募り、挑戦した剣客5人斬りを成し遂げるといった強さを誇る。新右衛門との決闘ではその機動力で新右衛門を翻弄するも、最後の飛び斬りで制空権を奪われたために敗死する。
今川氏親（いまがわ うじちか）
演：石原由宇
駿河国守護職。通称は五郎。
伊勢宗瑞の協力を得て駿河を安定に導いた戦国大名。
お抱えの武芸者・牧元鬼を連れて小田原城で試合観覧を楽しんでいたが、新右衛門の出現により牧は敗れてしまった。

### 足利将軍家
足利義尹（あしかが よしただ）
演：本田博太郎
足利将軍家の第10代征夷大将軍。
政変によって将軍職を追われた身であったが、大内義興・細川高国の後押しを受け再度将軍職に返り咲いた。
穏やかだが覇気のない性格をしている。その復職祝いに御前試合を催し、新右衛門もその試合に参加する事になる。後に船岡山の戦いで戦功を挙げた新右衛門に太刀を下賜するが、二度目の御前試合で勝利した新右衛門に恐怖を抱くようになる。新右衛門が京を去った後、細川高国の専横を嫌って阿波へ出奔したことが鹿島に訪れた勘助によって語られた。
足利義澄（あしかが よしずみ）
演：永友イサム
前の足利将軍家の征夷大将軍。
義尹を追って将軍職についていたが、大内・細川両軍に擁立された義尹方に京都を追われ、職を奪われる。その後は近江国岡山に布陣し、刺客・円珍を送るなどして復帰に執念を燃やしていたが、その望みが叶う事はなかった。
倉持善兵衛（くらもち ぜんべえ）
演：真砂皓太
幕府評定衆。
酒に酔って夜道を歩いていた所を奥津源三郎に斬殺される。
鵜飼直実（うかい なおざね）
演：鶴岡大二郎
倉持善兵衛を警護していた侍。
京で五本の指に入る武芸者。倉持を警護しながら京の夜道を歩いていた所を、突如現れた奥津源三郎によって斬殺された。

### 大内家
平賀丹後守（ひらが たんごのかみ）
演：風間杜夫
大内義興の家老。諱は弘靖。
17歳の頃より京都の大内家屋敷の差配を任されており、義興が足利義尹を奉じて上洛する際はその調度品などを整えるなど奔走する。また御前試合が開催されるや、娘の縁で知り合った新右衛門を大内家代表として推薦する。人当たりのいい好々爺だが、配下を使って巧みに新右衛門の実力を試すなど、策略家の一面も覗かせる。剣術の名声を上げていく新右衛門に惚れ込み、婿養子にしようと画策するも失敗に終わる。義興が帰郷する際には、その側近として共に山口へ入る事を許された。
鹿乃（かの）
演：京野ことみ（少女期：田中凛音）
平賀丹後守の養女。大和国の出身。
清水寺参詣の際、足軽に襲われていた所を新右衛門に助けられる。再会後は父に新右衛門の面倒を見るように指示された。十年ほど前に奈良の地侍間の家督争いに巻き込まれ、父母（演：井上智之（父） / 稲葉浩美（母））を刺客に殺されたという過去を持っている。
新右衛門の事を気にかけ、命を捨てて剣を振るう新右衛門にたびたび諫言する。その信念が揺るがぬと知った後は、けして死なないようにと懇願するようになった。鹿乃の存在は心に傷を負った新右衛門にとっての唯一の癒しとなる。後に新右衛門が京を去ると知ると、その想いを告白するもそれが叶う事はなかった。父と共に山口に帰った後、結婚し男子を出産している。
大内義興（おおうち よしおき）
演：吉見一豊
中国・北九州地方を治める守護大名。官途名は左京大夫。
将軍職を追われ領内へ逃れてきた足利義尹を保護し、細川高国と連携して義尹を復権させた。その後、管領代に就任する。管領に就いた高国とは次第にライバル関係となり、互いに牽制している。特に細川氏独占の勘合貿易に参入しようと博多商人と結び、貿易の必需品である勘合を得ようと暗躍している。御前試合では新右衛門を“当代随一”と賞し、また大内家への長逗留を許した。後に勘合を入手すると早々に京を見限り、領国である周防山口へと帰還する。
六郎次郎（ろくろうじろう）
演：山岡一
大内家に仕える忍び。
京都で鹿乃を救った新右衛門一行を尾行する。しかし新右衛門には気配を感付かれており、丹後守に新右衛門の実力を示す事になった。荒法師の円珍とは同郷の出身であり、新右衛門の円珍討伐に力を貸す。その後も大内家の忍びとして、新右衛門にたびたび力を貸している。
猪口弥助（いのぐち やすけ）
演：北川響
大内家お抱えの武芸者。
京八流剣術の使い手。丹後守が新右衛門を半ば強引に実力を試そうとした際、最初にその相手をした。後に新右衛門の門下となる。
大高三五郎（おおだか さんごろう）
演：白倉裕二
大内家お抱えの武芸者。
京八流槍術の使い手。猪口の次に新右衛門と対戦するも敗れる。後に新右衛門の門下となる。
熊田伊織（くまだ いおり）
演：天乃大介
大内家お抱えの武芸者。
京八流の流れを汲む義経流小太刀の使い手で、左門が驚く程の素早い動きが得意。大高の次に新右衛門と対戦するが敗北。後に新右衛門の門下となる。また新右衛門は大野秀孝との試合の際に熊田の技を使用している。
森内（もりうち）
演：倉一平
大内家の家臣。
父の代から大内家に仕える家臣。しかしその正体は細川高国の遣わした間者であり、勘合を巡って対立する大内家の内情を探るために家中に潜入していた。大内義興がいよいよ勘合を手に入れたと知った高国の命により義興襲撃を計画。その邪魔となる新右衛門を不意打ちに討ち取ろうとするものの返り討ちにあう。その直後に服毒自殺した。
平賀太一郎（ひらが たいちろう）
平賀家の嫡男。鹿乃の息子。
山口へ帰った鹿乃が、大内家家臣との間に産んだ男子。男子のなかった平賀家にとっては跡継ぎであるため、丹後守に溺愛されている。

### 細川家
細川高国（ほそかわ たかくに）
演：安田顕
管領。
前管領・細川政元の養子。養父が横死したために他の二人の養子と家督を争う事になる。後に、京都を追われていた足利義尹やそれを後押しする大内義興と結んで権力を握り、管領に就任した。抑揚の少ない口調ながら短気な性格で、義尹にもそれを咎められている。義興とは味方関係にありながら、互いに牽制し合う仲。義興が山口に帰還すると、政権を一手に掌握したことが勘助によって語られた。
大野秀孝（おおの ひでたか）
演：鈴木豊
細川家お抱えの武芸者。
「海内無双」と称される鞍馬流剣術の使い手。足利義尹主催の御前試合で、細川高国側の剣客として新右衛門と対戦する。新右衛門に「巌のよう」と評された重い太刀筋が持ち味で、当初は彼を圧倒するが、落ち着きを取り戻した新右衛門の動きに次第に翻弄され、敗死する。
稲葉正悦（いなば しょうえつ）
演：荒木貴裕
大野秀孝の門弟。
大野が御前試合で敗死した後、一門は高国によって暇を出されたため、新右衛門を恨んでいる。出稽古帰りの新右衛門を夜道に奇襲するも、察知されて返り討ちに逢った。

### 京都巴屋
美津（みつ）
演：有森也実
京都で唐物などを扱う博多商家・巴屋の女将。
平賀丹後守にも一目置かれる高級品を扱う商人。長らく京にいるために京の情勢に詳しく、また大内家京屋敷を預かる丹後守とは昵懇の仲。大内義興上洛の際、大内屋敷の調度品の多くを都合した。命のやり取りをする剣客には否定的だが、新右衛門の純粋な目には好感を覚えている。夫はおらず、生涯独身を明言している。
彦六（ひころく）
演：正城慎太郎
巴屋の使用人。中国風の服装をしている。
とよ
演：岩永ゆい
巴屋の使用人。中国風の服装をしている。

### その他
奥津源三郎（おくつ げんざぶろう）
演：榎木孝明
禁裏で御蔵方を務めている侍。
出雲国の出身であり、神主家の次男。若い頃は回国修行で名を上げ、御前試合では二十戦ほどして負けを知らなかった。後に剣術で名を挙げる事に無常感を悟って剣を捨て、算術に長けていた事から禁裏に仕えるようになった。しかし、裏では人を斬った後の高揚感が忘れられず、人を斬り捨てる事には何の罪悪感も持っていない。
二刀流の達人。御前試合で新右衛門を目撃し、若い頃の自分と重ね合わせ、自らの手で彼を打ち倒す事を目論む。そのために辻斬りで新右衛門を誘い出し、決闘に及ぶ。互角以上の勝負を繰り広げるが、及ばず敗死する。死に際、新右衛門に剣客の末路が自分であるとの言葉を投げかけた。
高野聖
演：石井愃一
常陸のとある村落を訪れていた高野聖。名前は不明。
俗っぽい所も多いが、情けに篤い性格の坊主。
四郎兵衛の襲撃に怯える村人たちに、念仏を唱えていたが、これを聞きつけて彼を打ち負かした新右衛門たちを気に入り、彼らに京都までの道程を教えた。後に新右衛門らを追って小田原へ赴き、牧元鬼の情報を伝えた。また新右衛門たちに先立って入京し、平賀丹後守に新右衛門の評判を伝えている。
四郎兵衛（しろうびょうえ）
演：白水萌生
常陸のとある村落を襲っていた野盗の頭領。
手下たちの担ぐ輿に乗り、惣面を付けた若い男。村落の娘たちを拐かそうと脅迫していたが、それを聞きつけた新右衛門と左門らの急襲にあい、新右衛門によって矢で射殺された。
円珍（えんちん）
演：辻本一樹
京都で殺人や誘拐などの悪事を行っている野盗の首領。時宗僧。
元は農家の出身であったが、地侍に妹を殺された事から伊賀者となってその敵を討った。その後、供養のために仏門に入ったものの、身につけた武芸がもとで心に驕りが生まれ、次第に堕落し、今となっては「人の心を持たない鬼」とも誹られる。剣術を始め棒術や長刀術など多岐に渡る武芸を修めており、また棒には仕込み分銅を備えている。
足利義澄の命を受けて義尹暗殺を試みて重傷を負わせ、また柳営の者を14人殺害する。その討伐を命じられた新右衛門に拠点を襲われて斬り合いになり、手傷を負わせるなど善戦したものの、とどめの仕込み分銅が躱されて後は次第に追い詰められ敗死した。
南永（なんえい）
演：ダンテ・カーヴァー
堺出身の武芸者。普段は般若面を被り、素顔を隠している大男。
柄の両端に刃のついた薙刀を得物としており、力もさながら武芸も人並みを超えている。戦いに関しては非情とも取れる態度で接し、降参した相手を問答無用で斬り殺す事もある、独特の生死観の持ち主でもある。その武芸を見知っていた新右衛門はその武器の性質に当惑し、死の恐怖に囚われていた。
その正体は南蛮異人。高国に召し出され、清水寺での御前試合で新右衛門と対戦するが、捨て身で掛かった彼の「一拍子の太刀」によって、わずか二太刀で敗死した。
佐伯一馬（さえき かずま）
演：加藤竜治
京に流れる若い武芸者。
新右衛門の名声を聞いて大内家を訪れ、彼に教えを請わんと立ち合いを求める。左門をして「なかなかの使い手」と称される腕前だったが、新右衛門との立ち合いでは全く歯が立たずに降参し、門人たちに笑われながら退散する赤恥をかいてしまう。
鳥越主馬助（とりごえ しゅめのすけ）
演：森一馬
陰流の武芸者。
舶来の武器・千鳥鉄を自在に操る。「一つの太刀」を会得した新右衛門の名を聞きつけて鹿島に現れた武芸者の一人。松本備前守の立会いの下で新右衛門と対戦するが、木刀で武器を落とされて敗北する。

## スタッフ
- 原作：津本陽「塚原卜伝十二番勝負」
- 脚本：山本むつみ / 高山直也
- 音楽：川井憲次
- 演奏：コンセール・レニエ
- 語り：栗山千明[注 3]
- 時代考証：峰岸純夫 / 飛田英世
- 殺陣指導：新実
- 所作指導・振付：西川箕乃助
- 邦楽指導：本條秀太郎
- 能楽指導：岡本房雄
- 京都ことば指導：井上裕季子
- ワイヤーアクション：小原剛
- 撮影協力：茨城県鹿嶋市
- 制作統括：一柳邦久 / 鹿島由晴
- 演出：佐藤峰世 / 福井充広

卜伝紀行
- 語り：北郷三穂子

## 放送
第1回は拡大版（74分間）。（2013年1月24日放送の総合では2回と同じ時間まで一部編集）
総合第2回2013年1月31日、総合第3回2013年2月7日、総合第4回2013年2月14日、
総合第5回2013年2月21日、総合第6回2013年2月28日、総合第7回2013年3月7日。
| 放送回                                     | 放送日         | サブタイトル | 演出     | 紀行                                                      |
| ------------------------------------------ | -------------- | ------------ | -------- | --------------------------------------------------------- |
| 第一回                                     | 2011年10月02日 | 鹿島の太刀   | 佐藤峰世 | 鹿島神宮（茨城県鹿嶋市）                                  |
| 第二回                                     | 2011年10月09日 | 御前試合     | 福井充広 | 小田原城（神奈川県小田原市） 韮山城跡（静岡県伊豆の国市） |
| 第三回                                     | 2011年10月16日 | 将軍暗殺     | 福井充広 | 鞍馬山（京都府京都市）                                    |
| 第四回                                     | 2011年10月23日 | 一拍子の太刀 | 佐藤峰世 | 瑠璃光寺五重塔（山口県山口市）                            |
| 第五回                                     | 2011年10月30日 | 最強の敵     | 佐藤峰世 | 武田神社（山梨県甲府市）                                  |
| 第六回                                     | 2011年11月06日 | 一つの太刀   | 福井充広 | 北辰堂（青森県弘前市） 岩崎八幡神社（秋田県湯沢市）       |
| 最終回                                     | 2011年11月13日 | 卜伝 見参    | 福井充広 | 鹿島神宮（茨城県鹿嶋市）                                  |
| （視聴率は関東地区・ビデオリサーチ社調べ） |                |              |          |                                                           |

## 関連商品
塚原卜伝 DVD-BOX
本編映像を収録。DVD4枚組。2012年2月24日発売。
塚原卜伝 オリジナルサウンドトラック
本編のサウンドトラック。レーベルはスザクミュージック。2011年11月23日発売。